# Cicely Veronica Wedgwood
Dame Cicely Veronica Wedgwood, DBE (* 20. Juli 1910 in Stocksfield, Northumberland; † 9. März 1997) war eine britische Historikerin.

## Leben
Nach ihrem Studium an der University of Oxford (Bachelor 1931) machten ihre Forschungen sie zu einer Spezialistin für das frühe 17. Jahrhundert und den Englischen Bürgerkrieg. Sie war ein Tutor am Somerville College. 1935 veröffentlichte sie eine Biographie über Thomas Wentworth und 1939 eine weitere über Oliver Cromwell. In Deutschland wurde sie vor allem durch ihr 1938 erschienenes Werk über den Dreißigjährigen Krieg bekannt. Wedgwoods Werke zeichnen sich durch akademische Gelehrsamkeit ebenso aus wie durch Verständlichkeit und Lesbarkeit.
Außer als Wissenschaftlerin war sie auch als Autorin für den Rundfunk und als Übersetzerin tätig. Unter anderem übertrug sie Elias Canettis Roman Die Blendung aus dem Deutschen ins Englische.
Sie war Ehren-Fellow des University College in London und der Lady Margaret Hall in Oxford. 1959 erhielt sie die Goetheplakette der Stadt Frankfurt am Main. 1946 erhielt sie den niederländischen Oranje-Nassau Orden. 1968 wurde sie Dame Commander of the Order of the British Empire (DBE) und wurde 1969 als dritte Frau überhaupt in den Order of Merit (OM) aufgenommen.
Von 1960 bis 1969 war sie im Council des Victoria and Albert Museum. Von 1958 bis 1961 war sie im Arts Council. Von 1962 bis 1968 sowie von 1969 bis 1976 gehörte sie zu den Trustees der National Gallery. Von 1953 bis 1978 war sie in der Royal Commission of Historical Manuscripts. Von 1972 bis 1978 war sie Präsidentin der britischen Society of Authors und von 1950 bis 1957 der englischen Abteilung des Pen Clubs. Sie war Mitglied der Royal Historical Society, der American Historical Association und der Scottish Historical Society, außerdem der American Academy of Arts and Letters (seit 1966), American Philosophical Society (seit 1969), der American Academy of Arts and Sciences (seit 1973) und der British Academy (seit 1975). Wedgwood war vielfache Ehrendoktorin (Glasgow, Oxford, Harvard, Keele, Sussex, Liverpool, Smith College, Sheffield). Von 1952 bis 1966 war sie Mitglied des Institute for Advanced Study in Princeton.

## Veröffentlichungen
- The thirty years war, 1938
  - Der Dreißigjährige Krieg. Aus dem Engl. von A. G. Girschick. List, München 1967, Neuauflage ISBN 3-471-79169-8.
- Oliver Cromwell. 1939.
- William the Silent. 1944.
  - Wilhelm der Schweiger: Graf von Nassau, Fürst von Oranien. 1533–1584. Ins Deutsche übertr. von Barbara von Sprecher. Zürich: Fretz & Wasmuth, 1949
- Richelieu and the french monarchy. 1949.
- Seventeenth Century Literature. 1950.
- The Kings Peace. 1955.
- The Kings War. 1956.
- The Trial of Charles I. Macmillan, Collins 1964. Neuauflage mit einem Vorwort von Clive Holmes: A King Condemned. The Trial and Execution of Charles I. Tauris Parke, London 2011, ISBN 978-1-84885-688-2.
  - Tod dem König : Der Prozess gegen Karl I. Aus d. Engl. von Wilhelm Höck. München: List, 1968
  - Wege der Mächtigen. Aus d. Engl. übers. von Barbara von Sprecher u. Wilhelm Höck. München: List, 1970
- Thomas Wentworth – Earl of Strafford, A revaluation. 1961.
- The world of Rubens. Amsterdam: Time Life 1967.
- The spoils of time
  - Die ersten 5000 Jahre: eine Weltgeschichte der Menschheit. Aus d. Engl. von Renate Orth-Guttmann. München: List, 1987